# Psephellus trinervius
Psephellus trinervius (волошка трижилкова як Centaurea trinervia, одонтолофус трижилковий як Odontolophus trinervius) — вид рослин з родини айстрових (Asteraceae), поширений у Болгарії, Румунії, Молдові, Україні, Росії.

## Опис
Багаторічна рослина 20–50 см. Рослина з розгалуженим кореневищем і гіллястими, від основи до середини густо облиственими стеблами. Листки цілісні, вузько-лінійні, цілокраї, загострені, з трьома добре помітними паралельними жилками, як і стебла, павутинисто запушені, шорсткі. Кошики одиночні на кінцях стебел і гілок. Обгортка черепитчата, її листочки з блідо-жовтими перетинчастими придатками. Квітки рожеві. Загальне квітколоже щетинисте. Сім'янки з чубком з коротких зовнішніх і довших внутрішніх щетинок.

## Поширення
Поширений у Болгарії, Румунії, Молдові, Україні, Росії.
В Україні вид зростає у степах, на схилах, вапнякових відслоненнях — на півдні Лісостепу, у Степу та Кримському Лісостепу.